# Группа разработки финансовых мер борьбы с отмыванием денег в Южной Америке
Группа разработки финансовых мер борьбы с отмыванием денег в Южной Америке (ГАФИСУД) — региональная межправительственная организация, деятельность которой направлена на борьбу с отмыванием денег и финансированием терроризма (ПОД/ФТ) посредством постоянного совершенствования национальной политики и усиления методов сотрудничества между государствами-членами.
Группа является юридическим лицом и имеет дипломатический статус в Аргентине, где расположен её Секретариат. ГАФИСУД является одной из региональных групп по типу ФАТФ и имеет статус Ассоциированного члена ФАТФ с 2006 года.

## Цель
Целью группы является развитие и реализация всеобъемлющей глобальной стратегии по борьбе с отмыванием денег и финансированием терроризма, определённой рекомендациями ФАТФ. Усилия группы направлены на криминализацию отмывания денег, развитие правовых систем эффективного расследования и преследования таких преступлений, создание систем сообщения о подозрительных операциях, оказание взаимной правовой помощи.

## История
Группа разработки финансовых мер борьбы с отмыванием денег в Южной Америке была создана 8 декабря 2000 года.

## Члены и наблюдатели группы
Государства-члены
- Аргентина
- Боливия
- Бразилия
- Колумбия
- Мексика
- Парагвай
- Перу
- Уругвай
- Чили
- Эквадор

Государства-наблюдатели
- Германия
- Испания
- Португалия
- Соединённые Штаты Америки
- Франция

Организации-наблюдатели
- Всемирный банк
- Группа подразделений финансовой разведки «Эгмонт»
- Интерпол
- ИНТОСАИ
- Карибская группа разработки финансовых мер борьбы с отмыванием денег
- Межамериканский банк развития
- Международный валютный фонд
- ООН
- Организация американских государств/Межамериканская комиссия по контролю за наркотиками
- ФАТФ